# قله مصلی
قله مُصَلّی (بلغاری: Мусала) بلندترین قله کشور بلغارستان و هم‌چنین تمامی شبه‌جزیره بالکان است. این قله با ۲٬۹۲۵ متر ارتفاع بلندترین قله بین رشته‌کوه‌های آلپ و رشته‌کوه‌های قفقاز است. قله مصلی در کوهستان ریلا و در جنوب غرب بلغارستان واقع شده‌است. نام این قله از واژه عربی مصلی به معنی نمازگاه گرفته شده و این واژه از طریق زبان ترکی عثمانی به این ناحیه رسیده است.
دو قله بلند نزدیک به مصلی عبارتند از مصلی کوچک (۲٬۹۰۲ متر) و ایرچک (۲٬۸۵۲ متر).

## نگارخانه

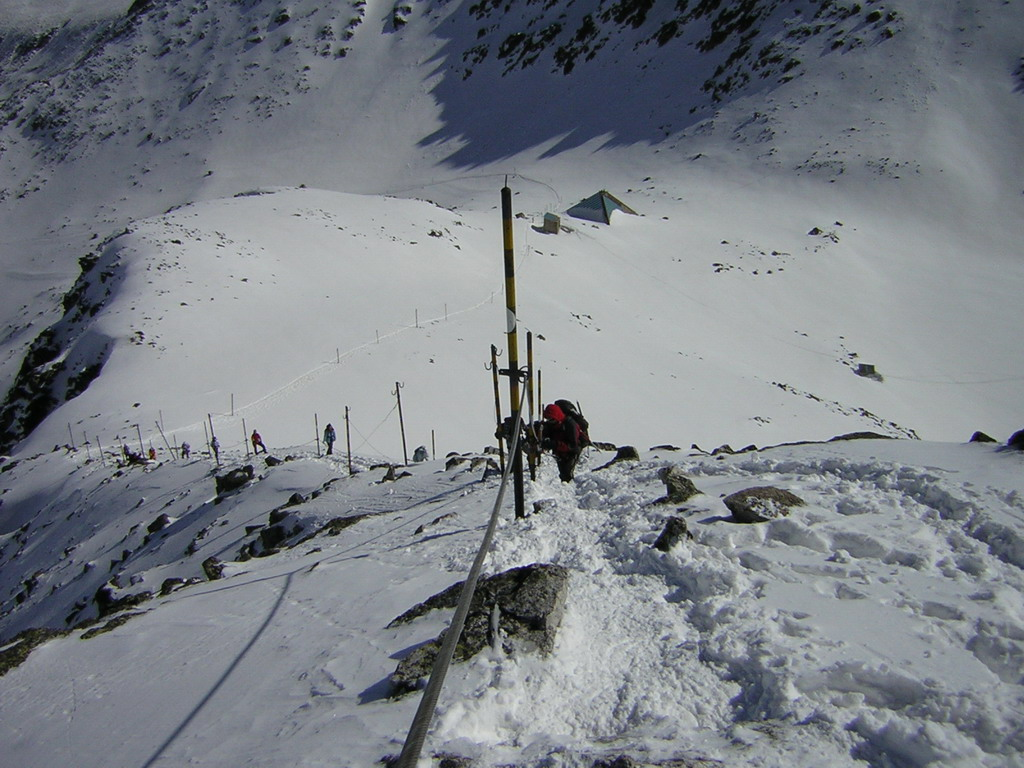
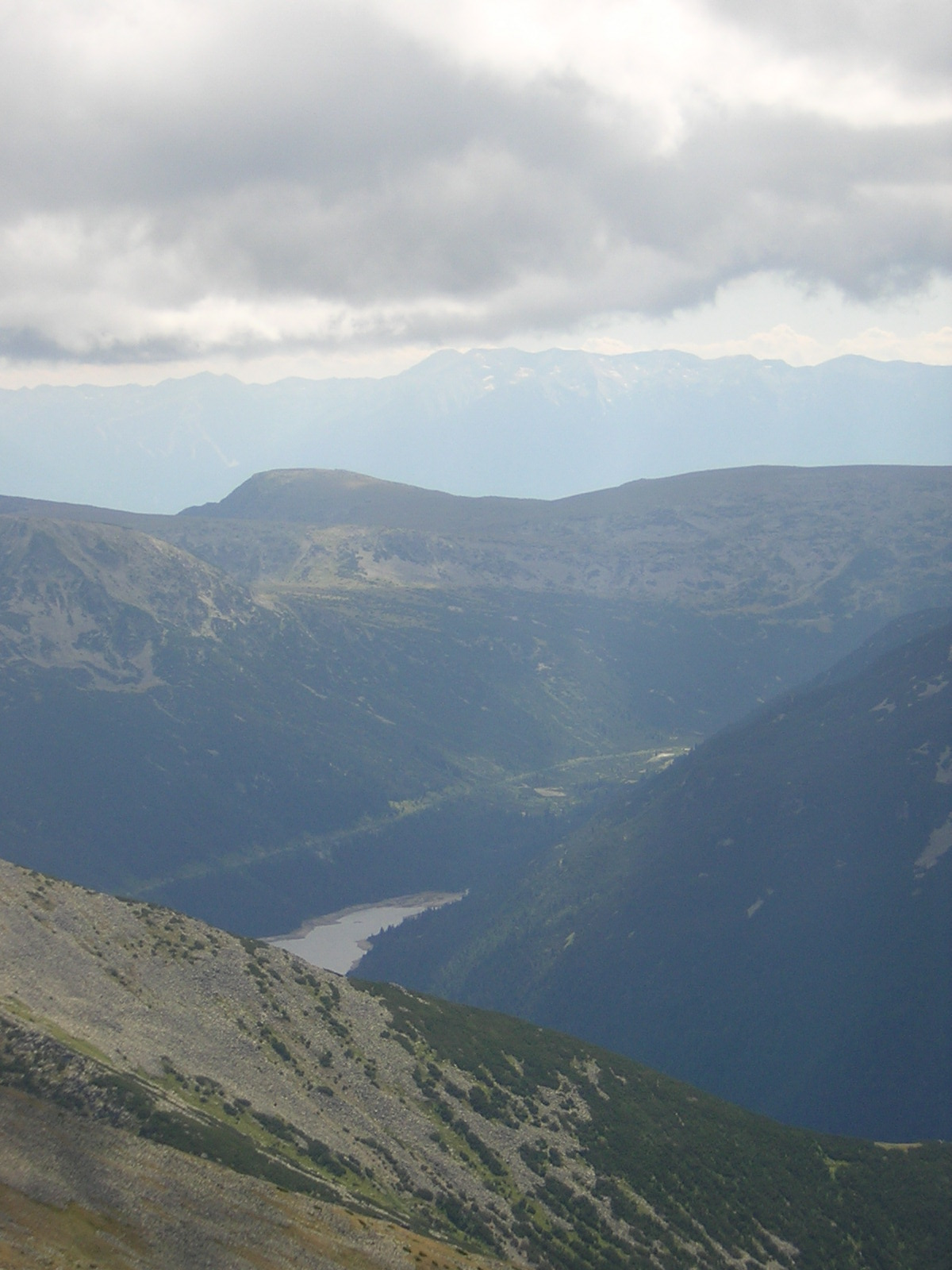
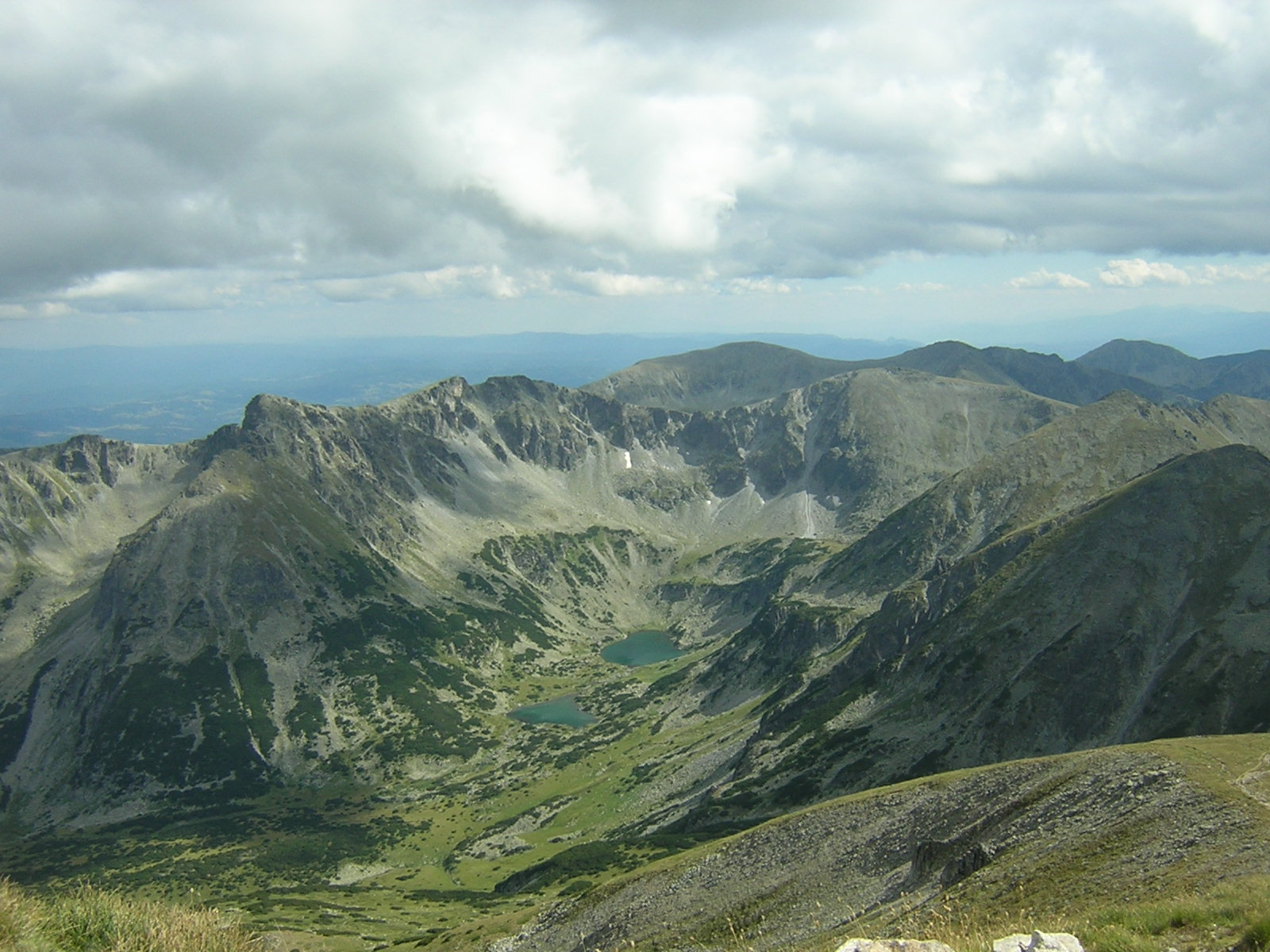
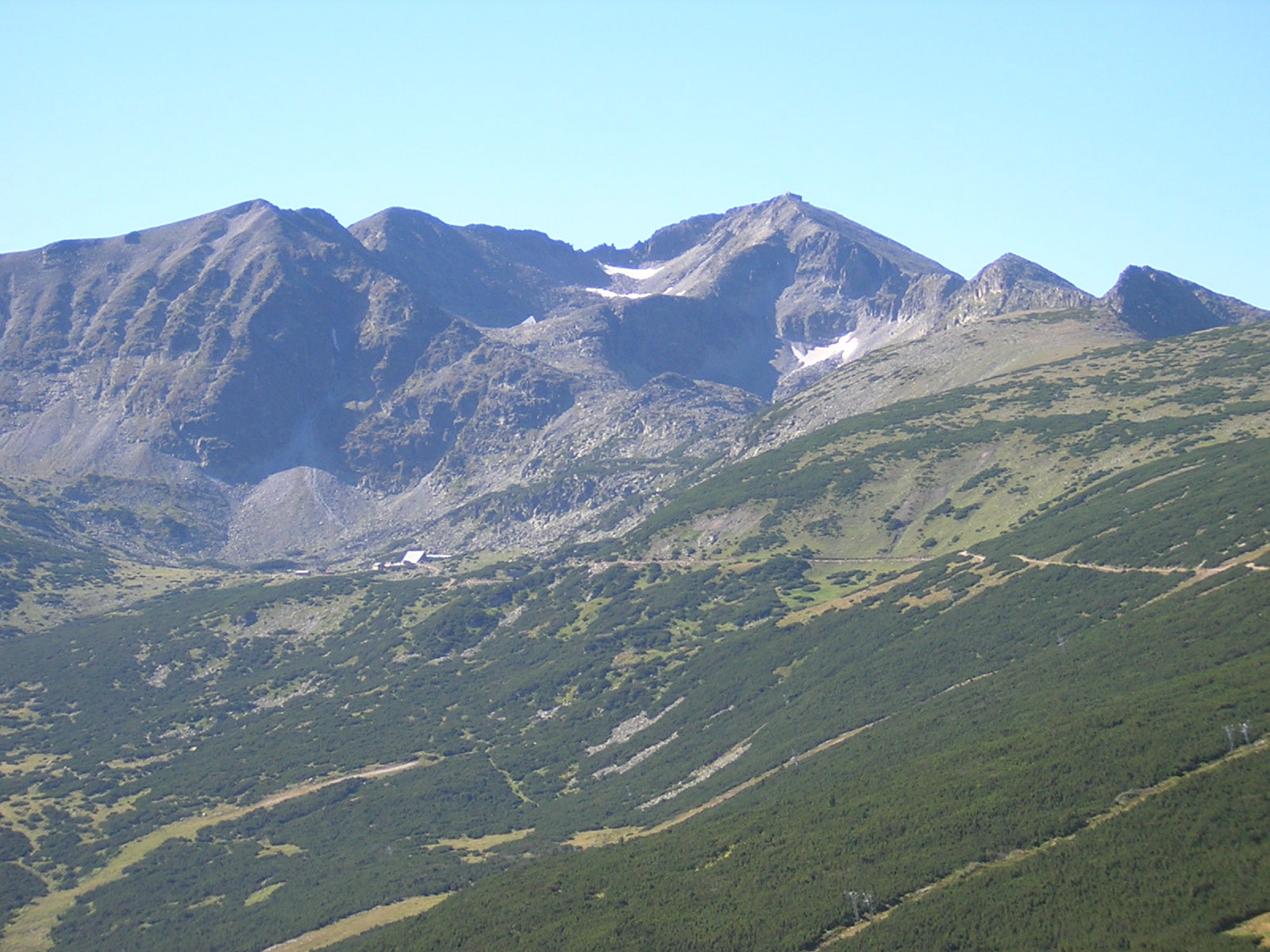